# Витепско побрђе
Витепско побрђе (блр. Віцебскае ўзвышша; рус. Витебская возвышенность) благо је заталасано побрђе моренског порекла у североисточном делу Белорусије (Витепска област) и крајњем западу Смоленске области Русије. Обухвата подручје површине око 1.900 км² и ту се налази брдо Горшева које са надморском висином од 295 метара представља други по висини врх у Белорусији. Побрђе се протеже од запада ка исток у дужини од 63 км, односно 40 км у правцу север-југ. 
У геоморфолошком смислу Витепско побрђе представља акумулативни леднички облик рељефа настао таложењем материјала који је носио пространи ледник који се кретао дном Оршанске депресије. У основи побрђа леже доломити, шкриљци и глине, док је сама морфоскулптура изграђена од материјала таложених током 5 до 6 глацијалних периода и интер-глацијалних моренских депозита (слојеви тресета, глина и песка). 
На обронцима и врховима доминирају подзоли, у депресијама и на суфозним падинама тресетасто-мочварна тла. 
На побрђу постоји неколико језера, углавном мањих димензија (највеће је Вимна). Речна мрежа је доста густа и припада басену Западне Двине. 
Око трећине територије је под пашњацима и ливадама, док је под шумама свега 16% површина. 